# المحل (تعز)
المحل هي إحدى قرى الجمهورية اليمنية. وهي تتبع جغرافيًا لمحافظة تعز. وإداريًا لمديرية خدير. يبلغ تعداد سكانها 1054 نسمة حسب الإحصاء الذي جرى عام 2004.